# Rikuzentakata
Rikuzentakata è una città giapponese della prefettura di Iwate.